# Monsieur Ibrahim et les Fleurs du Coran
Monsieur Ibrahim et les fleurs du Coran (pronunciació francesa: [məsjø ibʁaim e le flœʁ dy kɔʁɑ̃]) és una pel·lícula dramàtica francesa de 2003 protagonitzada per Omar Sharif i dirigida per François Dupeyron. La pel·lícula és basada en el llibre i l'obra de teatre d'Éric-Emmanuel Schmitt.

## Sinopsi
La pel·lícula comença a un barri obrer del París dels anys seixanta. El personatge principal, Moїse Schmidt (Momo), és un jove jueu que creix sense mare i amb un pare afectat per una depressió. Momo es veu fascinat per l'ancià musulmà turc Ibrahim Demirci (demiɾˈdʒi), que regenta una botiga de queviures al carrer davant del seu apartament (on Momo acostuma a fer la compra), La seva relació es desenvolupa i aviat Momo se sent més proper a Ibrahim que al seu pare. Ibrahim anomena afectuosament a Moїse Momo, i l'adopta quan el seu pare se suïcida. Momo i Ibrahim viatgen en el seu nou cotxe (una Simca Aronde Océane) a Turquia, el país natal d'Ibrahim, on Momo coneix la cultura d'Ibrahim. Al final de la seva aventura, Ibrahim mor en un accident de cotxe i Momo torna a París per fer-se càrrec de la botiga.

## Repartiment
- Monsieur Ibrahim – Omar Sharif
- Momo – Pierre Boulanger
- Pare de Momo – Gilbert Melki
- Mare de Momo – Isabelle Renauld
- Myriam – Lola Naymark
- Sylvie – Anne Suarez
- Fatou – Mata Gabin
- Eva – Celine Samie
- Estrella de cinema – Isabelle Adjani

## Premis i nominacions
- Premis César, Millor Actor 2004: Omar Sharif[4]
- Festival Internacional de Cinema de Chicago, Hugo de Plata a la millor interpretació masculina 2003: Pierre Boulanger
- 60a Mostra Internacional de Cinema de Venècia, premi de l'Audiència, millor actor 2003: Omar Sharif

També fou nominat al Globus d'Or a la millor pel·lícula estrangera i al Goya a la millor pel·lícula europea.